# Девлет I Герай
Девле́т I Гера́й (Гире́й) (крым. I Devlet Geray, ١ دولت كراى‎; Taht Alğan Devlet Geray, تخت آلغان دولت كراى‎; 1512 — 1577, Крым) — хан Крыма в 1551—1577 годах из династии Гераев, двоюродный брат османского султана Сулеймана Великолепного по материнской линии.
В работах по истории России хана чаще всего называют Девлет Гирей I, также в разных источниках встречаются варианты: Девлет I Гирей, Девлет I Гирай, Давлет Гирей I, Девлет Гирай I.

## Биография
Сын царевича Мубарека Герая (ум. 1516/1517) и внук крымского хана Менгли I Герая. Мубарек Герай участвовал в завоевательных походах османского султана Селима Явуза и погиб во время египетской кампании. Согласно историку Халиму Гераю, вдова Мубарека Герая вышла замуж за крымских ханов Мехмеда I Герая (1515—1523) и Саадета I Герая (1524—1532). В 1530—1532 годах при своём дяде, крымском хане Саадете I Герае, царевич Девлет Герай занимал должность калги, то есть наследника ханского престола. В 1532 году после отречения Саадета Герая и вступления на престол нового хана Сахиба I Герая Девлет Герай был заключён в темницу, где провёл несколько лет. После освобождения Девлет Герай уехал из Крыма в Стамбул, где постепенно добился расположения османского султана Сулеймана Великолепного.

### Правление
В 1551 году османский султан назначил Девлета I Герая новым крымским ханом вместо его родного дяди Сахиба I Герая. Прежний хан Сахиб I Герай был отстранён от власти и убит своим внучатым племянником Булюком Гераем, который действовал по распоряжению нового хана Девлета Герая. Также были убиты калга-султан Эмин Герай (1537—1551), старший сын и наследник Сахиба I, вместе с другими сыновьями. В том же 1551 году в награду Девлет I назначил царевича Булюка Герая калгой, но затем лично его убил. Новым калгой хан назначил своего старшего сына Ахмеда Герая. В 1555 году после гибели Ахмеда Герая калгой стал другой сын хана — Мехмед Герай.
Став ханом, Девлет I Герай усмирил и объединил все бейские роды Крыма, и в его правление страну не сотрясали внутренние смуты.

### Походы и набеги на Русское государство
Девлет I Герай (1551—1577) известен своими многочисленными военными походами, в основном войнами с Русским государством. Добивался восстановления независимости Казанского и Астраханского ханств, завоёванных русским царём Иваном IV Грозным в 1552 и 1556 годах. 3 июня 1571 года сжег Москву.
Летом 1552 года Девлет Герай, пытавшийся предотвратить завоевание Иваном Грозным Казанского ханства, предпринял свой первый поход на Русское государство. В ханском походе на Русь участвовали турецкие янычары с пушками. Вначале хан двинулся по Изюмскому шляху на рязанские места, откуда планировал подойти к Коломне. Однако вскоре хан узнал, что сам царь с большим войском стоит под Коломной, ожидая татар, изменил свой план и устремился к Туле. 21-22 июня крымский хан со своим войском подошёл к Туле и осадил город. Обороной города руководил тульский воевода князь Григорий Иванович Темкин-Ростовский. Иван Грозный отправил на помощь тульскому гарнизону русские полки (15 тыс. чел.) под командованием князей П. М. Щенятева и А. М. Курбского. Крымцы осадили город и стали обстреливать его из артиллерии. 23 июня тульский гарнизон, узнав о приближении посланных царём на помощь полков, предпринял вылазку из крепости и вынудил противника отступить. В сражении погиб князь Камбирдей, шурин Девлета Герая. Русские захватили всю турецкую артиллерию.
Весной 1555 года хан во главе с 60-тысячным войском выступил в новый поход на Русское царство. Он сделал отвлекающий манёвр и пошёл сначала на пятигорских черкесов, которые приняли покровительство русского царя. Узнав об этом, летом Иван Грозный организовал военный поход на Крымское ханство. 13-тысячное русское войско под командованием воевод И. В. Шереметева и Л. А. Салтыкова выступило из Белёва в поход на крымские улусы, к Перекопу. По пути московские воеводы узнали, что крымский хан с войском переправился через реку Северский Донец, намереваясь напасть на рязанские и тульские места. По сообщению князя А. М. Курбского, под командованием крымского хана находились отряды турецких янычар и пушки. Сам царь Иван Грозный тоже выступил навстречу с войском из Москвы в Тулу. Узнав о выступлении войска Ивана Грозного из Коломны на Тулу и, спасаясь от угрозы быть атакованным с двух сторон, крымский хан повернул свою орду назад и неожиданно наткнулся на отряд Шереметева у села Судбищи. Не вступая в сражение, он быстро пошёл на юг, бросив обоз. Шереметев взял обоз и в сопровождении шести тысяч воинов отправил его в города Мценск и Рязань. Но на следующее утро хан атаковал малочисленное русское войско. 3 июля 1555 года в сражении у села Судбищи (в 150 км от Тулы) крымский хан не сумел сломить русское войско. В сражении «на Судьбищах» татары и турки понесли большие потери, среди убитых были ханские сыновья, калга Ахмед Герай и Хаджи Герай. Опасаясь подхода основных сил русской армии, Девлет I Герай прекратил бой и ушёл в степные улусы.
В 1556 году русские ратные люди и донские казаки совершили несколько набегов на турецкие и крымские владения. Были разорены окрестности Ислам-Кермена, Очакова и Керчи, разбиты несколько крымских отрядов и захвачены «языки».
Весной 1557 года Девлет Герай с большим войском в течение 24 дней осаждал и штурмовал крепость запорожских казаков на днепровском острове Хортице. Запорожские казаки под командованием князя Дмитрия Вишневецкого отбили все атаки противника и заставили его отступить.
В январе 1558 года крымский хан, узнав о походе русских войск в Ливонию, организовал большой поход на южнорусские земли. 100-тысячное войско под предводительством калги Мехмеда Герая, старшего сына хана, перешло через реку Донец, намереваясь напасть на Рязань, Тулу и Каширу. Калга Мехмед Герай дошёл до реки Мечи, где получил данные о сборе русских войск на реке Оке, и отступил назад в степи. Русские воеводы преследовали татар до р. Оскола, но не смогли настигнуть противника. Летом того же года русские ратные люди и запорожские казаки под предводительством князя Дмитрия Вишневецкого на речных судах спустились по Днепру и дошли до Перекопа, уничтожая и крымскотатарские отряды, и поселения.
Летом 1559 года князь Дмитрий Иванович Вишневецкий вместе с запорожцами и русскими воинами спустился на судах в низовья Дона, совершил новый рейд вглубь крымских владений и разгромил на реке Айдар крымскотатарский отряд в 250 человек. В это же время второй русский отряд под командованием Даниила Адашева спустился вниз по Днепру и разорил западное побережье Крыма. Русские разбили посланные против них крымские отряды и освободили множество русских и литовских пленников.
В мае—июле 1562 года Девлет I Герай предпринял новый поход на южнорусские земли. 15-тысячное крымскотатарское войско разорило окрестности Мценска, Одоева, Новосиля, Болхова, Черни и Белёва.
Весной 1563 года крымские царевичи, братья Мехмед Герай и Адиль Герай, сыновья Девлета I Герая, возглавили очередной набег на пограничные московские владения. 10-тысячное крымскотатарское войско разорило дедиловские, пронские и рязанские места.
В октябре 1564 года Девлет Герай совершил очередное нападение на южнорусские владения. 60-тысячное крымское войско под предводительством хана и двух его сыновей напало на Рязанскую землю. Сам хан подступил к Рязани и осадил город, но русский гарнизон отбил все вражеские приступы. Крымцы сильно разорили и опустошили рязанские окрестности. Пробыв в рязанских пределах шесть дней, они отошли в степи.
Осенью 1565 года Девлет Герай с небольшим войском снова напал на южнорусские владения. 9 октября хан осадил Болхов, но в тот же день при приближении русских полков ночью спешно бежал в степи.
Летом 1569 года османский султан Селим II организовал большой турецко-крымский поход на Астрахань. Из Кафы выступило 17-тысячное турецкое войско под командованием Касим-паши. На Переволоке к туркам присоединился Девлет Герай со своим 50-тысячным войском. Турецкое командование планировало построить канал между Доном и Волгой, перевести на Волгу корабли с пушками, затем спуститься к Астрахани и захватить город. Однако турки не смогли прорыть канал и перетащить свои суда волоком на Волгу. Касим-паша вернул корабли с артиллерией назад в Азов, а сам вместе с ханом отправился походным порядком к Волге. 16 сентября турки и крымские татары подошли к Астрахани, но из-за отсутствия артиллерии не решились штурмовать крепость. Русский гарнизон в Астрахани был усилен людьми и имел пушки. Иван Грозный отправил на помощь Астрахани речную рать под командованием князя П. С. Серебряного. Вначале Девлет Герай с войском отступил в Крым, а 26 сентября Касим-паша приказал турецкой армии начать отступление на Дон. Во время отступления турки понесли большие людские потери.
Весной 1570 года Девлет I Герай организовал новый поход на русские владения. Войско (50—60 тыс. чел.) под предводительством царевичей, калги Мехмеда Герая и Адиля Герая, опустошила рязанские и каширские места.
Весной 1571 года Девлет Герай при поддержке Османской империи и в согласовании с Речью Посполитой предпринял свой знаменитый поход на московские земли, завершившийся сожжением Москвы и разорением многих южнорусских районов. Вначале хан собирался ограничиться набегом на козельские места и повёл своё войско к верховьям реки Оки. Перейдя через Оку, крымцы устремились на Болхов и Козельск. Но на пути хан принял предложение одного из перебежчиков с русской стороны идти на Москву. Изменник Кудеяр Тишенков обещал хану провести его войско через незащищённые «перелазы» в верховьях реки Жиздры, где русские воеводы не ожидали нападения. В середине мая 40-тысячное войско, обойдя русские полки, под Перемышлем перешло через реку Жиздру и двинулось по направлению к Москве. Иван Грозный, опасаясь за свою жизнь, бежал с «берега» мимо Москвы в Ростов. Русские воеводы, князья И. Д. Бельский, И. Ф. Мстиславский и М. И. Воротынский, узнав о вторжении крымского войска, выступили из Коломны к Москве, стараясь опередить хана. 23 мая русские полки подошли к Москве и расположились в окрестностях столицы, приготовившись к обороне. Вскоре воеводы вступили в бой с передовыми крымскотатарскими отрядами и заставили их отступить. 24 мая сам хан Девлет I Герай с главными силами подошёл к окрестностям Москвы и встал лагерем в селе Коломенском. Хан отправил на Москву 20-тысячное войско, приказав поджечь городские предместья. За три часа русская столица почти полностью выгорела. 25 мая Девлет Герай с войском отступил из-под столицы на юг в направлении Каширы и Рязани, по дороге распустив часть своих отрядов для захвата пленных. В результате московского похода Девлет I получил прозвище «Взявший Трон» (крымскотат. Taht Alğan). Итог похода: убиты десятки тысяч русских, более 150 тысяч уведены в рабство. После этого Девлет Герай отправил к царю Ивану Грозному посольство, требуя передачи ему Казани и Астрахани. Видя, что положение критическое, Иван Грозный предложил передать Девлету Гераю Астраханское ханство. Однако, хан отказался, считая, что теперь можно подчинить всё Русское государство.
В следующем 1572 году, получив поддержку Османской империи, Девлет I Герай собрал для нового похода на русские земли 120-тысячную армию: 80 тысяч крымцев и ногайцев, 33 тысячи турок, 7 тысяч турецких янычар. В конце июля крымская орда подошла к Серпухову, разбила небольшие русские заставы и переправилась через реку Оку. По серпуховской дороге Девлет Герай двинулся к Москве. Русские воеводы, стоявшие с полками в Серпухове, Тарусе, Калуге, Кашире и Лопасне, выступили к Москве вслед за крымским войском, отрезая ему пути к отступлению. 30 июля — 2 августа 1572 года на реке Пахре, в 50 км от Москвы крымско-османская армия была уничтожена 25-тысячным русским войском под командованием князей Михаила Ивановича Воротынского и Дмитрия Ивановича Хворостинина в битве при Молодях. В боях крымцы и турки понесли огромные людские потери, был взят в плен знаменитый крымский военачальник Дивей-мурза, погиб ногайский мурза Теребердей. Среди погибших оказались сыновья хана, царевичи Шардан Герай и Хаспулад Герай. Ночью 3 августа крымский хан поспешно отступил на юг, преследуемый русскими отрядами. Чтобы оторваться от погони, Девлет Герай выставил несколько заслонов, которые были разбиты и уничтожены русскими. Из огромного войска, перешедшего в июле 1572 года русскую границу, в Крым возвратилось 5—10 тысяч человек. Этот поход стал последней крупной военной кампанией Крымского ханства против Русского государства.
В последующие годы Девлет I Герай лично не совершал набеги на русские владения. На московские окраины нападали только его сыновья, отдельные крымские и ногайские мурзы с небольшими силами.
В конце жизни Девлета Герая резко обострились отношения между его старшими сыновьями, калгой Мехмедом Гераем и Адилем Гераем.
Девлет I Герай скончался от чумы 29 июня 1577 года. Похоронен в Бахчисарае. Ему наследовал старший сын и калга Мехмед II Герай (1577—1584).